# Мэнголд, Майк
Майкл «Майк» Юджин Мэнголд (англ. Michael «Mike» Eugene Mangold; 10 октября 1955, Цинциннати, США — 6 декабря 2015, Апл-Валли, США) — американский пилот Boeing 767 American Airlines, участник (2004—2009) и двукратный чемпион соревнований (2005, 2007) по аэробатике в Red Bull Air Race.

## Биография

### Ранняя жизнь
Родился в Цинциннати и был старшим из трех детей. Семья переехала в Калифорнию, когда ему было 3 года, а в школьные годы перебралась в Пенсильванию.

## Карьера
Мэнголд начал свою карьеру в авиации в 1974 году в качестве парашютиста во время учёбы в Академии ВВС США. Продолжил обучение в 1977 году, но уже в качестве пилота истребителя, окончив академию на следующий год. Стал лучшим выпускником 1983 года.
За время своей военной карьеры Майк служил на Тихом океане и в континентальных штатах, тренируя применение обычного, высокоточного и атомного оружия, а также миссии перехвата на McDonnell Douglas F-4 Phantom II, включая вариант противорадиолокационного F-4G Wild Weasel V. Летал на Фантомах в рядах ВВС США около 10 лет.
После ухода с военной службы в 1989 году он стал коммерческим пилотом в US Airways и American Airlines, пилотируя различные модели самолётов, включая Boeing 757 и Boeing 767.
Хотя Мэнголд стал профессиональным лётчиком, он продолжал заниматься прыжками с парашютом (в активе более 5000 прыжков). Был членом американской национальной команды по парашютному спорту с 1981 по 1985 год и выиграл несколько национальных наград как парашютист, а также участвовал в рекордной формации в Анапе, Россия в 1996 году как один из 297 парашютистов.
Мэнголд начал карьеру в высшем пилотаже и аэробатике в 1990 году, выиграв American Champion Decathlon.
Он продолжил выигрывать медали американского чемпионата по аэробатике, а также получил приз от Международного пилотажного клуба в 2002 году в качестве самого результативного пилота года.
Участвовал в воздушных гонках Red Bull Air Race с 2004 по 2009 год, одержав победы в этом чемпионате в сезонах 2005 и 2007 годов.
В 2010 году Мэнголд отошёл от участия в гонках Red Bull, став тренировать новичков гонки, а также комментировать воздушную гонку, в том числе для телеканала Fox Sports.
В течение четырёх лет был президентом совета директоров пилотажной группы International Jets, председателем Reno Air Races до 2013 года. Мэнголд состоял в совете директоров Ассоциации классических реактивных самолётов.

### Смерть
Мэнголд погиб 6 декабря 2015 года в авиакатастрофе. Его Аэро Л-39 «Альбатрос» разбился и взорвался вскоре после взлёта примерно в 2:20 вечера из аэропорта Апл-Валли, Калифорния, убив Мэнголда и ещё одного человека на борту.
Он оставил после себя жену Джули, также пилота аэробатики, и двоих детей Ника и Мелиссу.